# Juromenha
Juromenha (Arabisch: Julumāniya) is een plaats (freguesia) in de Portugese gemeente Alandroal in het district Évora en telt 146 inwoners (2001).

## Geschiedenis
Volgens de historicus Ibn Sahib al-Sala werd Juromenha in 1167 veroverd door de generaal Geraldo Geraldes namens koning Alfons I van Portugal op de moslims van Al-Andalus die de plaats al vanaf de 8ste eeuw in bezit hadden. Het lukte de Almohaden uit Marokko de stad te heroveren in 1170, maar dat was van korte duur. In 1230 nam Sancho II van Portugal de stad uiteindelijk weer in.

## Bezienswaardigheden

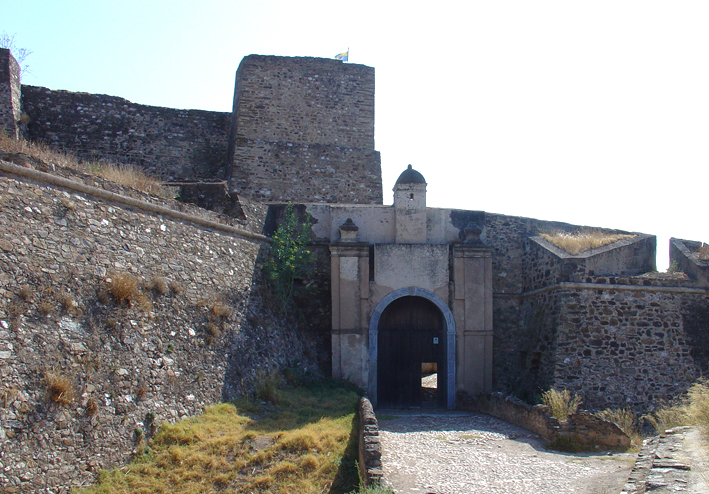
Kasteel van Juromenha

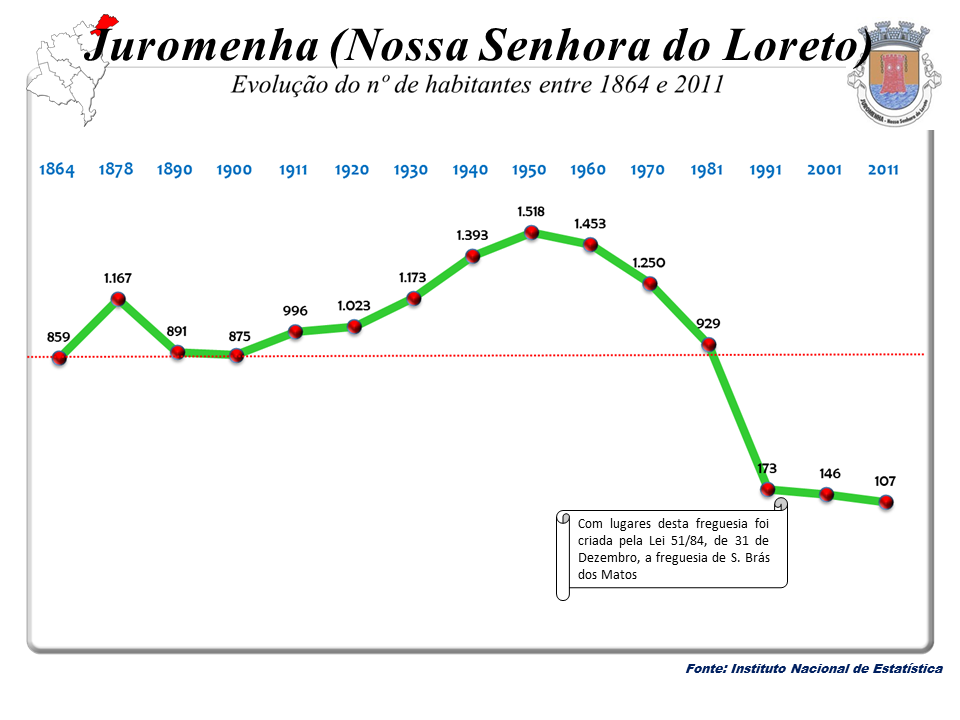
Bevolkingsontwikkeling tussen 1864 en 2011

- Kasteel van Juromenha.